# Mackskalasjön
Mackskalasjön är en sjö i Ovanåkers kommun i Hälsingland och ingår i Ljusnans huvudavrinningsområde. Sjön har en area på 0,15 kvadratkilometer och ligger 273,4 meter över havet. Sjön avvattnas av vattendraget Mackskalabäcken.

## Delavrinningsområde
Mackskalasjön ingår i det delavrinningsområde (682245-148223) som SMHI kallar för Mynnar i Mackskalaflugen. Medelhöjden är 284 meter över havet och ytan är 2,31 kvadratkilometer. Det finns ett avrinningsområde uppströms, och räknas det in blir den ackumulerade arean 10,3 kvadratkilometer. Mackskalabäcken som avvattnar avrinningsområdet har biflödesordning 4, vilket innebär att vattnet flödar genom totalt 4 vattendrag innan det når havet efter 148 kilometer. Avrinningsområdet består mestadels av skog (85 procent). Avrinningsområdet har 0,15 kvadratkilometer vattenytor vilket ger det en sjöprocent på 6,5 procent.